# جون باتشيلور (رسام توضيحي)
جون باتشيلور (بالإنجليزية: John Batchelor)‏ هو رسام توضيحي بريطاني، ولد في 1936 في إسكس في المملكة المتحدة.